# Leon Degrande
Leon Degrande (Sint-Andries, 15 juni 1901 - onbekend) was een Belgische atleet, die gespecialiseerd was in de lange afstand en het veldlopen. Hij veroverde op drie nummers zes Belgische titels.

## Biografie
Degrande speelde eerst voetbal en begon in 1921 met veldlopen. In 1922 werd hij Belgisch kampioen in de tweede categorie. Zijn eerste grote succes haalde hij in 1923, toen hij de volkscross van Le Soir won. Op het Belgisch kampioenschap begin 1924 werd hij derde na Julien Van Campenhout en uittredend kampioen Georges Vandenbroele. Hij werd geselecteerd voor de Olympische Spelen van 1924 in Parijs, waar hij in het veldlopen, net als de volledige Belgische ploeg, omwille van de extreme hitte niet startte.
In 1926 behaalde Degrande de eerste van vier opeenvolgende Belgische titels in het veldlopen. In de zomer van dat jaar behaalde hij ook de titels op de 5000 m en  10.000 m. Op de 10.000 m verbeterde hij daarbij het Belgisch record van Joseph Mariën naar 33.03,7.

### Clubs
Degrande begon zijn carrière bij AA Gent. Later stapte hij over naar Union Sint-Gillis.

### Familie
Leon Degrande is de broer van atlete Ida Degrande.

## Belgische kampioenschappen
| Onderdeel | Jaar                   |
| --------- | ---------------------- |
| 5000 m    | 1926                   |
| 10.000 m  | 1926                   |
| veldlopen | 1926, 1927, 1928, 1929 |

## Persoonlijke records
| Onderdeel | Prestatie       | Datum        | Plaats |
| --------- | --------------- | ------------ | ------ |
| 5000 m    |                 |              |        |
| 10.000 m  | 33.03,0 (ex-NR) | 11 juli 1926 | Luik   |

## Palmares

### 5000 m
- 1923:  BK AC
- 1926:  BK AC – 15.45,0
- 1927:  BK AC

### 10.000 m
- 1926:  BK AC – 33.03,0 (NR)

### veldlopen
- 1923:  BK AC in Bosvoorde
- 1923: DNF Landenprijs in Maisons-Lafitte
- 1924:  BK AC
- 1924: 26e Landenprijs in Newcastle-on-Tyne
- 1924: DNS OS in Parijs
- 1926:  BK AC
- 1926: 17e Landenprijs in Stokkel
- 1927:  BK AC
- 1928:  BK AC
- 1929:  BK AC
- 1929: 24e Landenprijs in Vincennes